# Time Flies... The Best of Huey Lewis And The News
Time Flies... The Best of Huey Lewis And The News es un álbum de grandes éxitos del grupo de rock Huey Lewis and the News, que se lanzó al mercado en 1996. Las últimas cuatro canciones fueron nuevas grabaciones para este álbum no editadas anteriormente.

## Listado de canciones
1. "The Heart of Rock & Roll" (Colla, Lewis) - 5:04
2. "Heart and Soul" (Chapman, Chinn) - 4:12
3. "Doing It All for My Baby" (Duke, Cody) - 3:37
4. "Do You Believe in Love" (Lange) - 3:28
5. "Trouble in Paradise" (Colla, Gibson, Hayes, Hopper, Lewis, Cipollina) - 4:32
6. "The Power of Love" (Hayes, Lewis, Colla) - 3:54
7. "If This Is It" (Colla, Lewis) - 3:52
8. "Bad Is Bad" (Colla, Lewis) - 3:47
9. "Workin' For a Livin'" (Colla, Gibson, Hayes, Hopper, Lewis, Cipollina) - 2:39
10. "It's Alright" (Mayfield) - 3:04
11. "Stuck with You" (Hayes, Lewis) - 4:26
12. "I Want a New Drug" (Hayes, Lewis) - 4:45
13. "100 Years from Now" (M. East, N. East, Lewis) - 3:46
14. "So Little Kindness" (Hayes, Lewis, Sudduth) - 4:14
15. "'Til the Day After" (White, Carter, Hopper) - 3:27
16. "When the Time Has Come" (Hayes, Lewis) - 4:26

- "Trouble in Paradise" es de una grabación en directo que había sido incluida en el álbum We Are the World.

## Posicionamiento en listas
| Lista (1996)                      | Máxima posición |
| --------------------------------- | --------------- |
| Dinamarca (Danish Albums)         | 4               |
| Nueva Zelanda (Recorded Music NZ) | 3               |
| Estados Unidos Billboard 200      | 185             |

## Personal
Huey Lewis and the News
- Huey Lewis - Armónica, voz
- Johnny Colla - guitarra, saxofón
- Bill Gibson - batería
- Chris Hayes - guitarra
- Sean Hopper - teclados
- Mario Cipollina - bajo
- John Pierce - bajo

Personal adicional
- Marvin McFadden - trompeta
- Ron Stallings - saxofón tenor
- Rob Sudduth - saxofón barítono, saxofón tenor
- Jack Jacobsen - órgano
- Joe White - coros
- Alexandria "Sandy" Griffith - coros
- Conesha Owens - coros
- Tower of Power

## Producción
- Productores: Huey Lewis and the News (Excepto "It's Alright": Huey Lewis and the News y Joseph Andre' White)
- Ingenieros: Jim Gaines, Phil Kaffel, Bob Missbach, Jim "Watts" Vereecke, Kevin Scott, Andy Taub
- Mezcla: Bob Clearmountain, Malcolm Pollack, Dave Musgrove
- Masterización: Ted Jensen, Bob Ludwig, Steve Hall
- Dirección artística y diseño: Jim deBarros
- Fotografía: A. Binkley, Norm Fisher, Robin Kaplan, Ross Marino, Jim McNaughton, Ralph Merzlak, Roger Ressmeyer, Ron Slenzak, Robert Specter